# 鮎沢成男
鮎沢 成男（あゆざわ しげお、1932年10月4日 - 2004年2月11日）は、日本の経営学者。

## 来歴
長野県諏訪市出身。長野県諏訪中学校（現・長野県諏訪清陵高等学校・附属中学校）を経て、一橋大学大学院経済学研究科を修了した。中央大学商学部教授を務め、1988年に同大学企業研究所所長となった。

## 著書

### 単著
- 『経営学-企業と経営の理論』亜紀書房、1976年

### 共著
- 『歴史のなかの多国籍企業-国際事業活動の展開と世界経済』中央大学出版部〈中央大学企業研究所翻訳叢書〉、1991年
- 『企業の内側-階層制の経済学』（ハーヴェイ・ライベンシュタイン、村田稔との共著）中央大学出版部、1992年

### 共訳
- J.シュタインドル『アメリカ資本主義の成熟と停滞-寡占と成長の理論』（宮崎義一、笹原昭五との共訳）日本評論新社、1962年

## 参考書籍
- 「現代物故者事典 2003〜2005」日外アソシエーツ